# Cluzobra matilei
Cluzobra matilei är en tvåvingeart som beskrevs av Olavi Kurina 2008. Cluzobra matilei ingår i släktet Cluzobra och familjen svampmyggor. Inga underarter finns listade i Catalogue of Life.